# Tunçbilek, Tavşanlı
Tunçbilek là một xã thuộc huyện Tavşanlı, tỉnh Kütahya, Thổ Nhĩ Kỳ. Dân số thời điểm năm 2008 là 7.254 người.